# Anamixis pacifica
Anamixis pacifica är en kräftdjursart som först beskrevs av J. L. Barnard 1955.  Anamixis pacifica ingår i släktet Anamixis och familjen Leucothoidae. Inga underarter finns listade i Catalogue of Life.